# José Alvarado Santos
José Alvarado Santos (Lampazos, Nuevo León; 21 de septiembre de 1911-Ciudad de México, 23 de septiembre de 1974) fue un periodista, narrador y ensayista mexicano. Durante la mayor parte de su vida llegó a escribir para varios periódicos del país. A principios de los 60, llegó a ser rector de la Universidad Autónoma de Nuevo León, teniendo que renunciar a los pocos años después por motivos políticos.[cita requerida]

## Docencia
Impartió la cátedra de historia de la filosofía en la Escuela Preparatoria de San Ildefonso (Escuela Nacional Preparatoria), donde ejerció el magisterio por 20 años.

## Rector de la Universidad de Nuevo León
En 1961, el entonces gobernador del estado Eduardo Livas Villarreal, lo designó rector de la Universidad Autónoma de Nuevo León. Dicho cargo causó la alarma de algunos, pero también el beneplácito de muchos otros. [cita requerida]

## Actividades periodísticas y literarias
Colaboró durante años para los periódicos El Nacional, Excélsior, El Día, El Popular y los de la Cadena García Valseca. En ellos fue editorialista, redactor, reportero, columnista, cronista de cine, cronista taurino, reportero policiaco, corresponsal de guerra en Medio Oriente, cronista de varias conferencias internacionales...
Colaboró además para las revistas Romance, Siempre!, Futuro, U.O., Voz y Revista de la Universidad de México. Era considerado como escritor político desde su participación en pro de la autonomía universitaria en 1929. Sus numerosos viajes ampliaron aún más sus perspectivas. Estuvo en Helsinki, Leningrado y Moscú. De allí, con su esposa y su hija, tomó el ferrocarril transiberiano con rumbo a China. Fue también a París, Praga, Estambul, Alejandría, Jerusalén, Roma y Madrid. En los Estados Unidos conoció San Francisco, Los Ángeles y Nueva York. En Sudamérica fue a Buenos Aires, Río de Janeiro, Santiago, Lima y otras ciudades.
En 1969 el Centro Libanés de México le entregó el Premio Nacional de Periodismo. Y en 1974, después de su muerte, el Club de Periodistas de México le otorgó también el Premio Nacional de Periodismo por sus trabajos difundidos en 1973.
Dos son los libros que publicó en vida: El personaje y Memorias de un espejo. En el libro Cuentos, se recogen relatos escritos por José Alvarado como "El oficio de vivir" y "Aparente paradoja".

## Final
Al terminar de escribir un mensaje a sus compañeros universitarios de Nuevo León, el 21 de septiembre de 1974, sufrió un accidente en la Ciudad de México. Era la madrugada del día en que cumplía 63 años. Dos días después, el 23 de septiembre, José Alvarado Santos falleció.

## Obra publicada

### Cuento
- Memorias de un espejo, Chimalistac, 1953.
- El personaje, Los Presentes, núm. 16, 1955.
- El retrato muerto, UNAM, 1965. Cuentos, UNAM, 1977.

### Ensayo
- Tiempo guardado, SEP, SepSetentas, núm. 266, 1976.
- Visiones mexicanas y otros escritos, FCE/SEP/CREA,
- Lecturas Mexicanas, núm. 68, 1985.

### Periodismo
- Escritos, FCE, 1976.
- Luces de la ciudad, UANL, 1978.
- Alvarado el joven, El Nacional, 1992.